# Liste der Biografien/Corb
Liste der Biografien |
Portal Biografien |
Personensuche
# |
A |
B |
C |
D |
E |
F |
G |
H |
I |
J |
K |
L |
M |
N |
O |
P |
Q |
R |
S |
T |
U |
V |
W |
X |
Y |
Z |
?
 
Ca |
Cb |
Cc |
Ce |
Ch |
Ci |
Cj |
Ck |
Cl |
Cm |
Cn |
Co |
Cr |
Cs |
Ct |
Cu |
Cv |
Cw |
Cy |
Cz
 
Coa–Cod |
Coe–Cok |
Col |
Com |
Con |
Coo–Coq |
Cor |
Cos |
Cot |
Cou |
Cov |
Cow |
Cox |
Coy |
Coz
 
Cora |
Corb |
Corc |
Cord |
Core |
Corf |
Corg |
Cori |
Cork |
Corl |
Corm |
Corn |
Coro |
Corp |
Corr |
Cors |
Cort |
Coru |
Corv |
Corw |
Cory |
Corz
Die Liste der Biografien führt alle Personen auf, die in der deutschsprachigen Wikipedia einen Artikel haben. Dieses ist eine Teilliste mit 142 Einträgen von Personen, deren Namen mit den Buchstaben „Corb“ beginnt.

## Corb
- Corb, Morty (1917–1996), US-amerikanischer Jazzmusiker

### Corba
- Corba, Cornelia (* 1969), deutsche SchauspielerinCornelia Corba (* 1969)

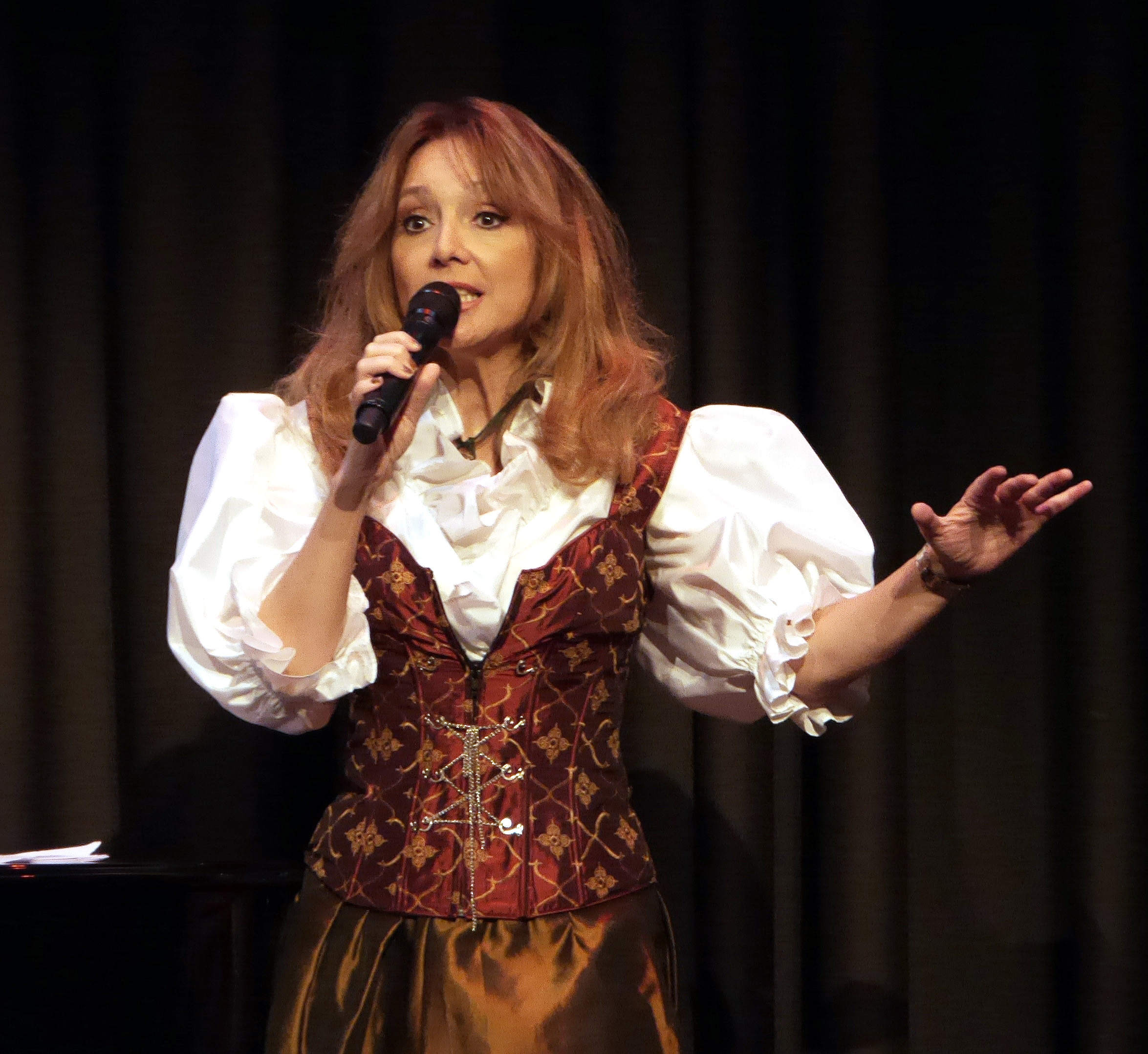
Cornelia Corba (* 1969)

- Corba, Fabio (* 1964), liechtensteinischer Maler, Bildhauer, Journalist und Buchautor
- Corbach, Carl (1867–1947), deutscher Violinvirtuose, Orchesterleiter und Leiter des Konservatoriums für Musik Sondershausen
- Corbach, Otto (1877–1938), deutscher Journalist und Publizist
- Corbalán, Juan Antonio (* 1954), spanischer Basketballspieler
- Corballis, Michael (1936–2021), neuseeländisch-kanadischer Psychologe und Autor
- Corban, Sofia (* 1956), rumänische Ruderin
- Corbat, Fernand (1925–2010), Schweizer Journalist und Politiker (FDP)
- Corbat, Michael (* 1960), US-amerikanischer Manager
- Corbató, Fernando José (1926–2019), US-amerikanischer Informatiker
- Corbatta, Oreste (1936–1991), argentinischer Fußballspieler
- Corbavia, Iris C. de (* 1954), kroatische Schriftstellerin
- Corbaz, Aloïse (1886–1964), Schweizer Künstlerin
- Corbaz, Thibault (* 1994), Schweizer Fussballspieler

### Corbe
- Corbea-Hoișie, Andrei (* 1951), rumänischer Germanist, Romanist, Hochschullehrer und Diplomat
- Corbeanu, Florin (* 1976), rumänischer Ruderer
- Corbeanu, Theo (* 2002), kanadisch-rumänischer Fußballspieler
- Corbeau, André (* 1950), französischer Radrennfahrer
- Corbeau, Bert (1894–1942), kanadischer Eishockeyspieler und -trainer
- Corbeau, Caspar (* 2001), niederländischer Schwimmer
- Corbeil, Jean (1934–2002), kanadischer Politiker, Unterhausmitglied, Bundesminister
- Corbeil, Jean de († 1318), französischer Adliger, Marschall von Frankreich
- Corbeil, Normand (1956–2013), kanadischer Filmkomponist
- Corbeil, Paul-Émile (1908–1965), kanadischer Opernsänger (Bass) und Gesangspädagoge, Rundfunkproduzent und Schauspieler
- Corbeille, Lilian, französischer Filmeditor
- Corbel, Cécile (* 1980), französische Folksängerin, Harfenistin und Komponistin
- Corbel, Yves (* 1943), französischer Badmintonspieler
- Corbella Petrillo, Chiara (1984–2012), italienische Mutter
- Corbellari, Alain (* 1967), Schweizer Literaturwissenschaftler und Romanist
- Corbelli, Alessandro (* 1952), italienischer Opernsänger in der Stimmlage Bariton
- Corbelli, Vito (* 1941), san-marinesischer Radrennfahrer
- Corbellini, Giacomo Antonio (1674–1742), italienischer Stuckateur
- Corbellini, Giorgio (1947–2019), italienischer Geistlicher und Kurienbischof der römisch-katholischen Kirche
- Corbellini, Guido (1890–1976), italienischer Bauingenieur, Hochschullehrer und Politiker (DC), Senator und Minister
- Corbellini, Helena (* 1959), uruguayische Schriftstellerin und Dozentin
- Corbellini, Vital (* 1959), brasilianischer Geistlicher und römisch-katholischer Bischof von Marabá
- Corben, Richard (1940–2020), US-amerikanischer Comic-Künstler
- Corber, Robert J. (1926–2011), amerikanischer Rechtsanwalt
- Corberán, Carlos (* 1983), spanischer Fußballtrainer
- Corberó, Úrsula (* 1989), spanische SchauspielerinÚrsula Corberó (* 1989)

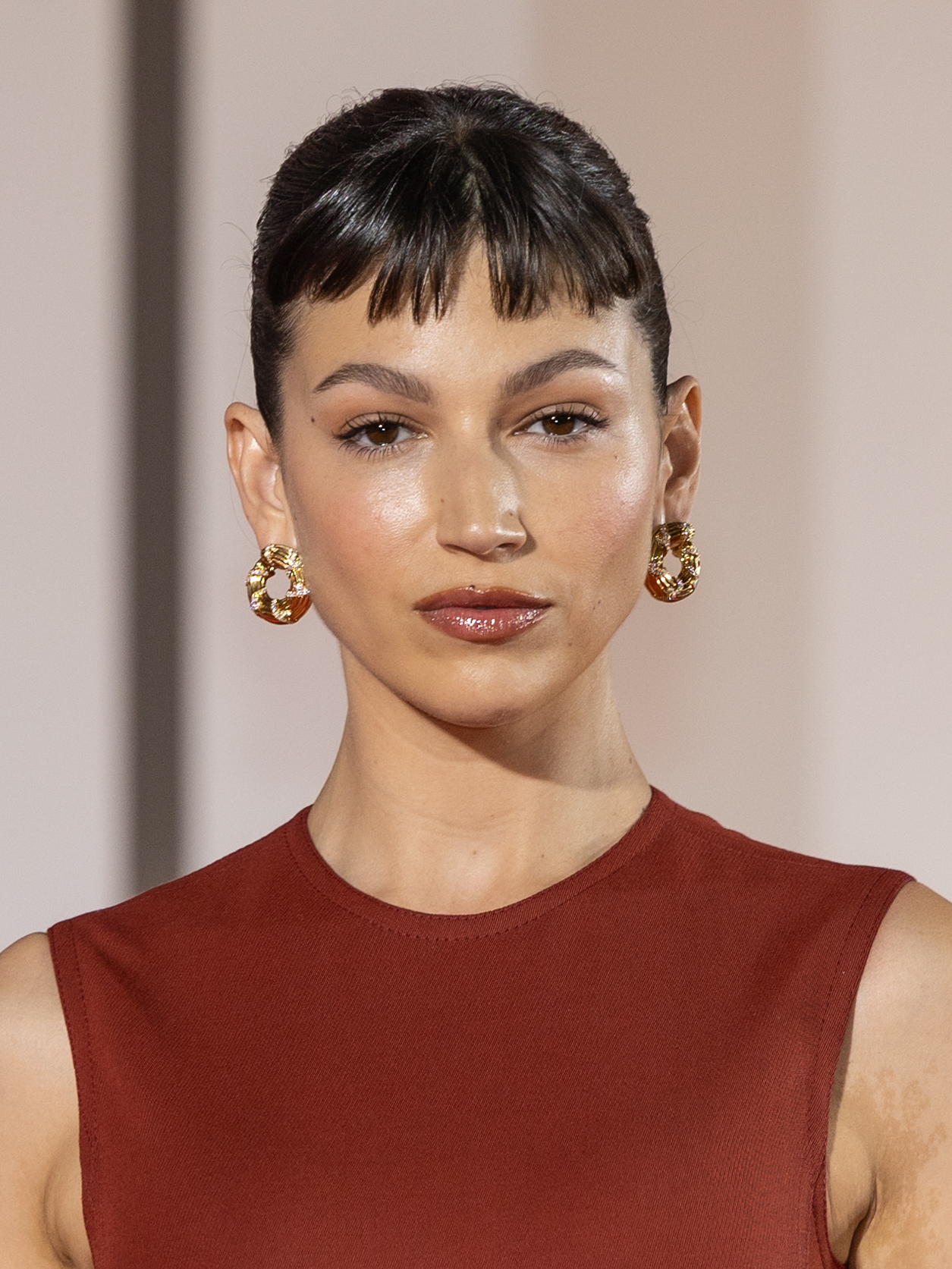
Úrsula Corberó (* 1989)

- Corbery, Loïc (* 1976), französischer Schauspieler
- Corbet, Brady (* 1988), US-amerikanischer Schauspieler und Regisseur
- Corbet, Gordon Barclay (* 1933), schottischer Mammaloge
- Corbet, René (* 1973), kanadischer Eishockeyspieler
- Corbet, Richard (1451–1493), englischer Ritter
- Corbett, Austin (* 1995), US-amerikanischer American-Football-Spieler
- Corbett, Catherine (1869–1950), englisch-britische Suffragette
- Corbett, Ethan Daniel, US-amerikanischer Schauspieler
- Corbett, Glenn (1933–1993), US-amerikanischer Schauspieler
- Corbett, Gretchen (* 1945), US-amerikanische Schauspielerin in Film, Fernsehen und Theater
- Corbett, Harry H. (1925–1982), britischer Schauspieler
- Corbett, Henry W. (1827–1903), US-amerikanischer Politiker
- Corbett, James J. (1866–1933), US-amerikanischer Boxer
- Corbett, Jim (1875–1955), britischer Jäger, Naturschützer und Autor
- Corbett, John (* 1961), US-amerikanischer SchauspielerJohn Corbett (* 1961)

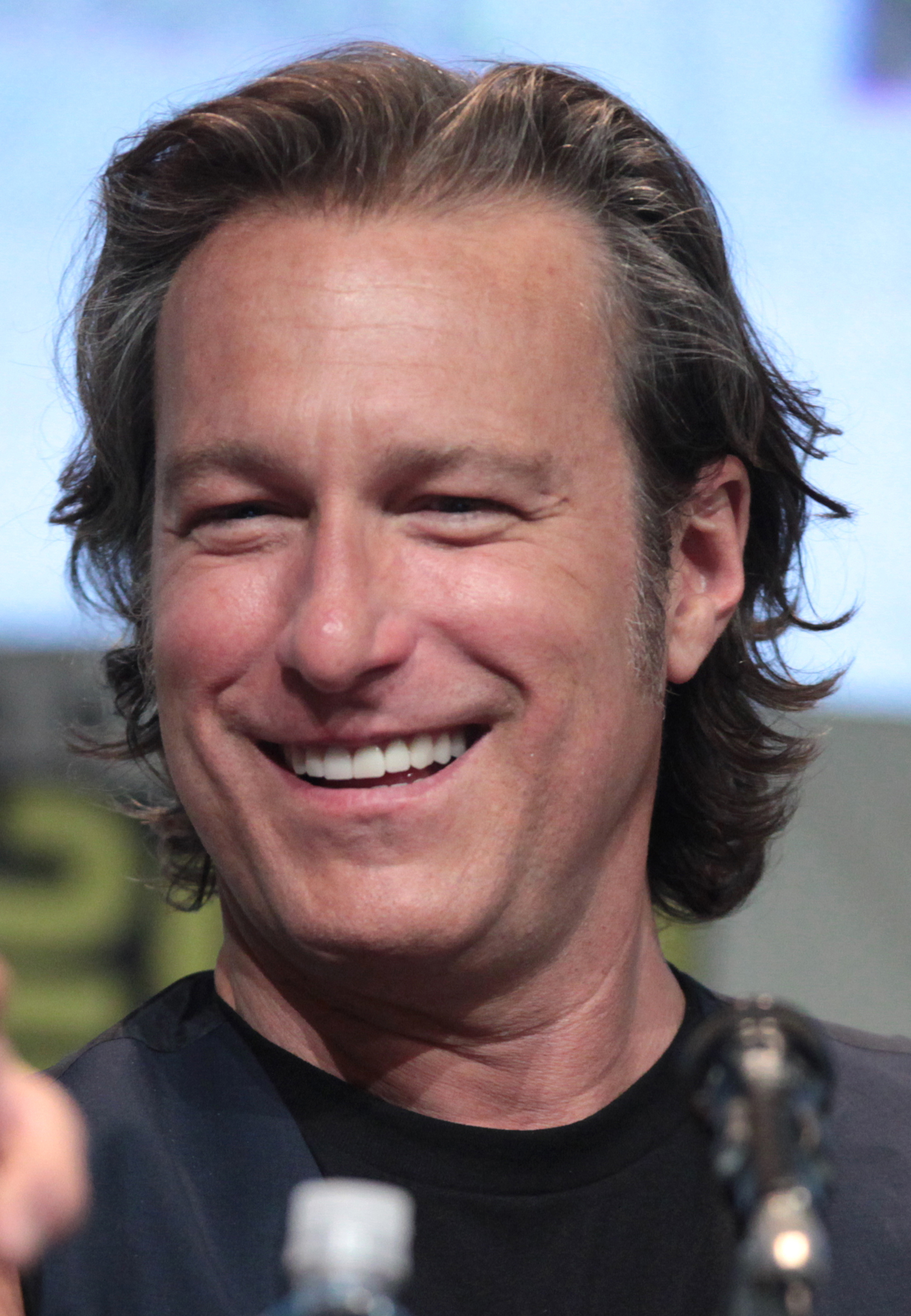
John Corbett (* 1961)

- Corbett, John (* 1963), US-amerikanischer Musikjournalist, Produzent und Musiker
- Corbett, John (* 1966), australischer Autorennfahrer
- Corbett, Jon, britischer Jazz- und Improvisationsmusiker (Trompete)
- Corbett, Julian (1854–1922), britischer Marinehistoriker
- Corbett, Kizzmekia (* 1986), US-amerikanische Mikrobiologin und Immunologin
- Corbett, Lydia (* 1934), französische Keramikerin, Modell für Picassos Skulpturen
- Corbett, Marius (* 1975), südafrikanischer Speerwerfer
- Corbett, Richard (* 1955), britischer Politiker (Labour Party), MdEP
- Corbett, Robert (* 1940), britischer Offizier und Generalmajor des Heeres, Historiker und Buchautor
- Corbett, Robert J. (1905–1971), US-amerikanischer Politiker
- Corbett, Robin, Baron Corbett of Castle Vale (1933–2012), britischer Journalist und Politiker (Labour Party), Mitglied des House of Commons
- Corbett, Ronnie (1930–2016), schottischer Schauspieler, Komiker und Kabarettist
- Corbett, Sharon (* 1953), britische Speerwerferin
- Corbett, Sidney (* 1960), US-amerikanischer Komponist Neuer Musik und E-Gitarrist
- Corbett, Thomas (1888–1981), britischer Generalleutnant
- Corbett, Thomas, 2. Baron Rowallan (1895–1977), britischer Gouverneur von Tasmanien
- Corbett, Tom (* 1949), US-amerikanischer Politiker der Republikanischen Partei
- Corbett, Walter (1880–1960), englischer Fußballspieler
- Corbett, William († 1748), englischer Violinist und Komponist des Barock
- Corbett, William (1902–1971), US-amerikanischer Politiker
- Corbett, Young II (1880–1927), US-amerikanischer Boxer im Federgewicht
- Corbett, Young III (1905–1993), US-amerikanischer Boxer
- Corbetta, Francesco († 1681), italienischer Komponist und Gitarrist
- Corbey, Dorette (* 1957), niederländische Politikerin (PdA), MdEP
- Corbeyran (* 1964), französischer Comicautor

### Corbi
- Corbiau, Gérard (* 1941), belgischer Filmregisseur
- Corbie, Arnaud de (1325–1414), Berater der Könige Karl V. und Karl VI.
- Corbie, Ralph (1598–1644), irischer Jesuit
- Corbière, Tristan (1845–1875), französischer Dichter
- Corbijn, Anton (* 1955), niederländischer Fotograf und Filmregisseur
- Corbillon, Marcel († 1958), französischer Tischtennisfunktionär
- Corbin, Alain (* 1936), französischer Historiker und Hochschullehrer
- Corbin, Alfred (1916–1943), französischer Widerstandskämpfer
- Corbin, Anne-Marie (* 1950), französische Germanistin und emeritierte Professorin
- Corbin, Baron (* 1984), US-amerikanischer Wrestler
- Corbin, Barry (* 1940), US-amerikanischer FilmschauspielerBarry Corbin (* 1940)

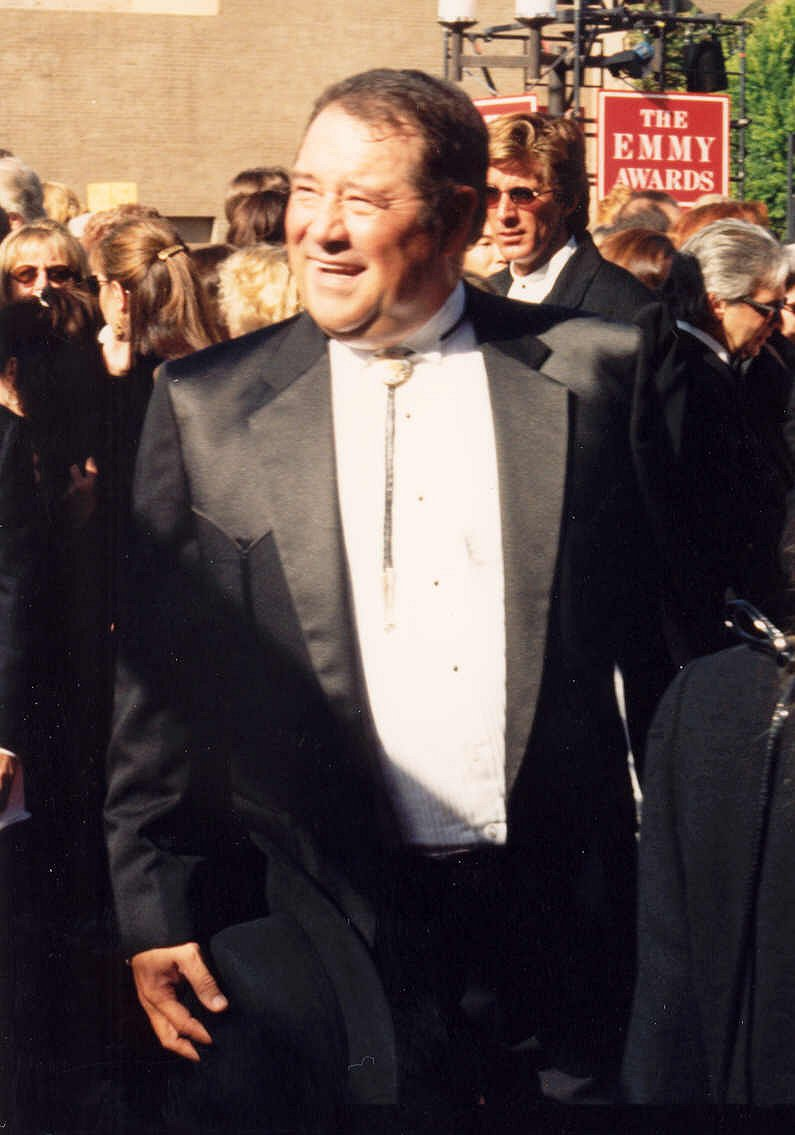
Barry Corbin (* 1940)

- Corbin, Bob (* 1928), US-amerikanischer Jurist und Politiker
- Corbin, Danielle (1946–2000), französische Linguistin und Romanistin
- Corbin, Easton (* 1982), US-amerikanischer Countrysänger
- Corbin, Eugène (1867–1952), französischer Unternehmer und Kunstmäzen
- Corbin, Henry (1903–1978), französischer Philosoph, Theologe und Islamwissenschaftler
- Corbin, Karl von (1788–1863), preußischer Generalmajor und Kommandeur zur 3. Landwehr-Brigade
- Corbin, Linsey (* 1981), amerikanische Triathletin
- Corbin, Margaret (1751–1800), Soldatin des Amerikanischen Unabhängigkeitskriegs
- Corbin, Michel (* 1936), französischer römisch-katholischer Geistlicher, Theologe, Jesuit und Autor
- Corbin, Myrtle (1868–1928), US-amerikanische Sideshow-DarstellerinMyrtle Corbin (1868–1928)

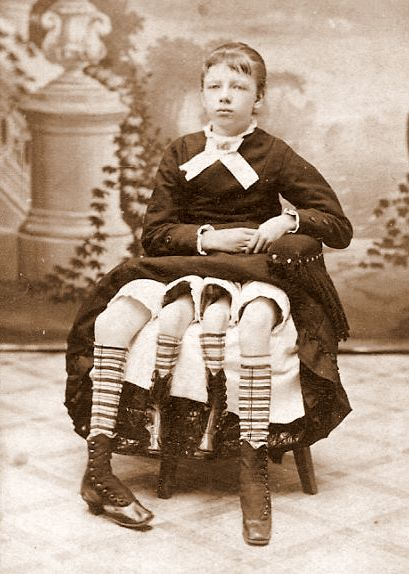
Myrtle Corbin (1868–1928)

- Corbin, Sean (* 1966), US-amerikanischer Basketballschiedsrichter
- Corbin, Tyrone (* 1962), US-amerikanischer Basketballtrainer und -spieler
- Corbin, William (1916–1999), US-amerikanischer Journalist und Kinderbuchautor
- Corbin-Ong, La’Vere (* 1991), englisch-kanadischer Fußballspieler
- Corbineau, Claude (1772–1807), französischer Brigadegeneral der Kavallerie
- Corbineau, Hercule (1780–1823), französischer Colonel der Kavallerie
- Corbineau, Jean-Baptiste (1776–1848), französischer General der Kavallerie
- Corbino, Orso Mario (1876–1937), italienischer Physiker
- Corbinus, Christoph, Tischlermeister und Baumeister
- Corbitt, James (1913–1950), englischer Mörder

### Corbm
- Corbmacher, Johann Diedrich von († 1702), baltendeutscher Jurist und Bürgermeister von Reval

### Corbo
- Corbo Martinez, Homero, uruguayischer Politiker
- Corbo, Mariana (* 1977), uruguayische Fußballschiedsrichterassistentin
- Corbo, Rubén (* 1952), uruguayischer Fußballspieler
- Corbo, Walter (* 1949), uruguayischer Fußballspieler
- Corbon, Jean (1924–2001), maronitischer Priester
- Corboud, Gérard (1925–2017), Schweizer Sammler, Mäzen und Philanthrop
- Corbould, Chris (* 1958), britischer Spezialeffektkünstler
- Corbould, Neil (* 1962), britischer Spezialeffektkünstler
- Corbould, Paul (* 1961), britischer Filmtechniker für Spezialeffekte
- Čorbová, Nikola (* 1990), slowakische Triathletin
- Corboy, James (1916–2004), irischer Geistlicher, Bischof von Monze
- Corboz, André (1928–2012), Schweizer Kunsthistoriker
- Corboz, Benoît (* 1962), Schweizer Fusionmusiker (Keyboards, Komposition) und Tontechniker
- Corboz, Bernard (1948–2013), Schweizer Jurist, Bundesrichter
- Corboz, Daphne (* 1993), US-amerikanisch-französische Fußballspielerin
- Corboz, Maël (* 1994), US-amerikanischer Fußballspieler
- Corboz, Michel (1934–2021), Schweizer Dirigent und Komponist

### Corbr
- Corbridge, Edgar (1901–1988), britisch-amerikanischer Künstler
- Corbridge, Sarah (* 1967), britische Schauspielerin

### Corbu
- Corbu, Carol (* 1946), rumänischer Dreispringer
- Corbu, Laurențiu (* 1994), rumänischer Fußballspieler
- Corbucci, Bruno (1931–1996), italienischer Filmregisseur
- Corbucci, Sergio (1927–1990), italienischer Filmregisseur

### Corby
- Corby, Ellen (1911–1999), US-amerikanische Schauspielerin
- Corby, Matt (* 1990), australischer Singer-Songwriter
- Corby, Mike (* 1940), englischer Hockey- und Squashspieler
- Corby, Schapelle (* 1977), australische Strafgefangene auf Bali
- Corby-Tuech, Poppy (* 1987), französisch-britische Schauspielerin und Musikerin
- Corbyn, Jeremy (* 1949), britischer Gewerkschaftsfunktionär und Politiker (Labour Party)Jeremy Corbyn (* 1949)

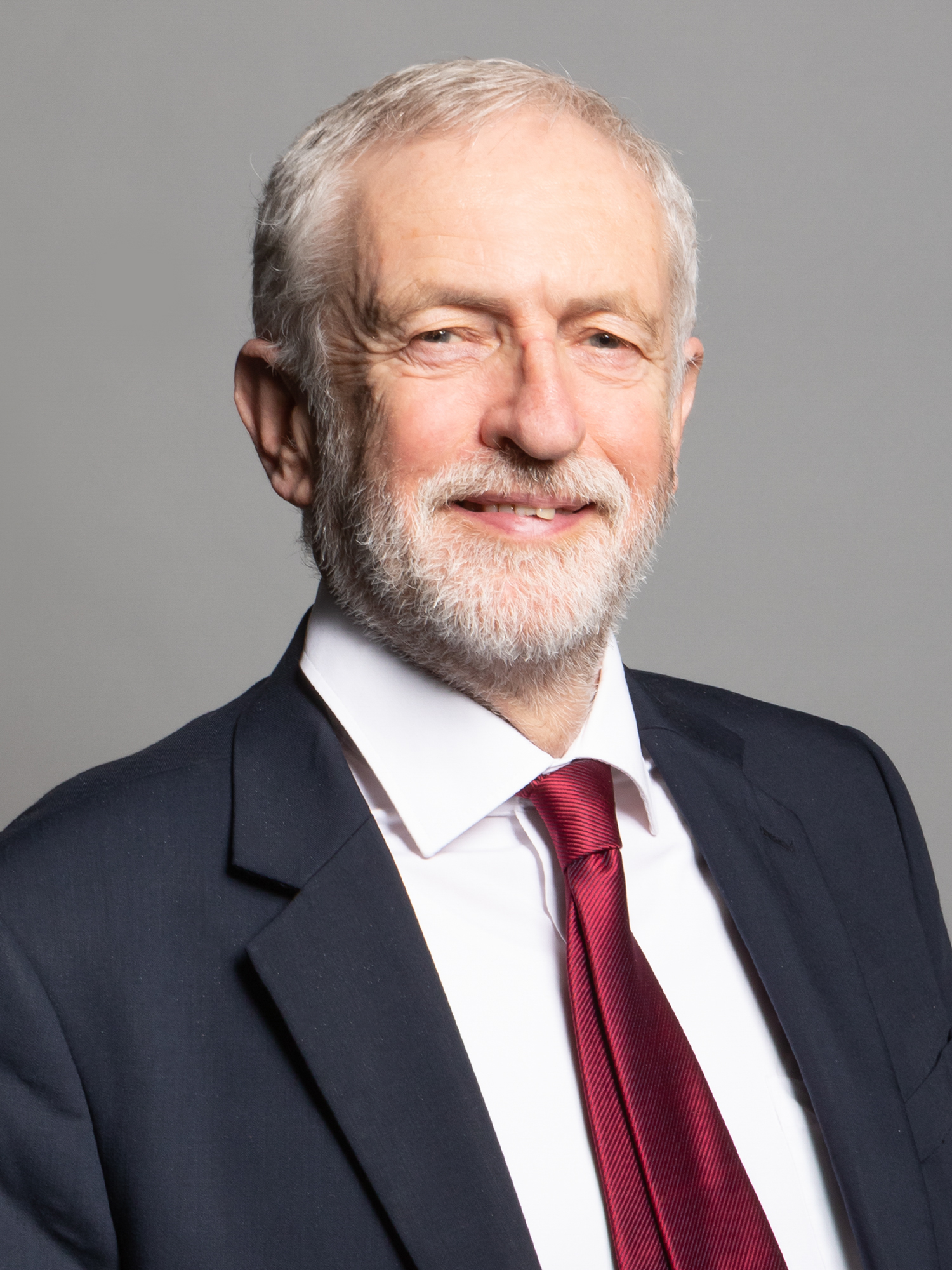
Jeremy Corbyn (* 1949)